# Drum bun

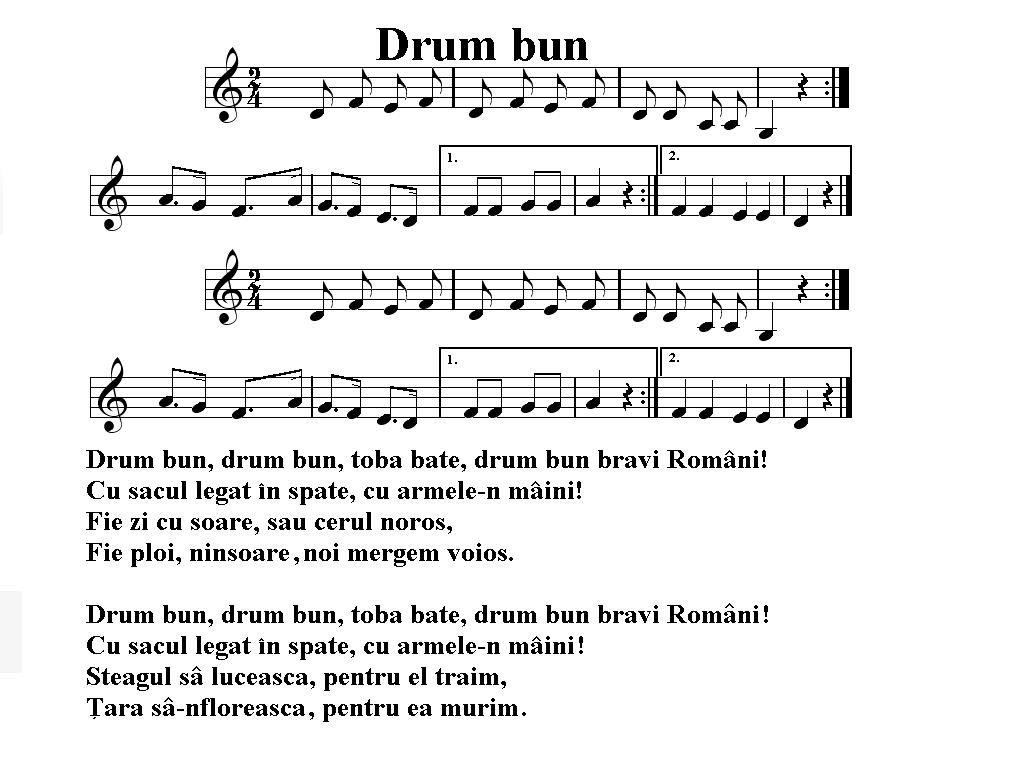
Ноти маршу

Drum bun (рум. Доброї дороги) — румунський марш, мелодія якого була написана композитором Стефаном Носієвичем у 1856 році. Товариство румунської культури та літератури на Буковині опублікувало пісню в 1869 році після смерті Носієвича 12 листопада того ж року. Її текст був написаний Васілем Александрі. Александру Флехтенмахеру також приписують авторство пісні.
Раніше марш був дуже популярним, особливо у початкових школах.
Пісня також відома як «Марш румунських солдатів» (Marșul ostașilor români) або «Марш румунських солдатів у Бессарабії» (Marșul ostașilor români în Basarabia).
«Drum bun» виконували під час Війни за незалежність Румунії та Першої світової війни.
Крім того, марш з'являвся у фільмі Серджіу Ніколаеску «За Вітчизну» і є однією з пісень, яку виконує Представницький центральний оркестр румунської армії.

## Текст румунською
Drum bun, drum bun, toba bate, drum bun, bravi români, ura!

Cu sacul legat în spate, cu armele-n mâini, ura!

Fie zi cu soare fie, sau cerul noros,

Fie ploi, ninsoare fie, noi mergem voios, drum bun.

Drum bun, drum bun, tobă bate, drum bun, bravi români, ura!

Cu sacul legat în spate, cu armele-n mâini, ura!

Fie la paradă, fie la război,

Toți în rând grămadă, veseli mergem noi!

Drum bun, drum bun, toba bate, drum bun, bravi români, ura!

Cu sacul legat în spate, cu armele-n mâini, ura!

Steagul să lucească steagul, pentru el trăim,

Țara să-nflorească țara, pentru ea murim, drum bun.

## В культурі
- Марш неодноразово звучить у фільмі За Вітчизну[ro] 1977 року.[7]